# Ginetta G56
Ginetta G56 – спорткар, розроблений у 2021 році британською компанією Ginetta Cars. Є наступником Ginetta G55.

## GT4
Ginetta G56 GT4 був запущений у виробництво в 2021 в ролі наступника Ginetta G55 GT4. В основному, автомобіль бере участь у британському чемпіонаті GT у категорії GT4. Протягом G56 наводиться 6,2-літровим двигуном V8 власного виробництва потужністю 500 к.с.

### GT4 Evo
1 листопада 2023 року була представлена версія G56 GT4 EVO з оновленим кузовом. Зміни торкнулися капота та заднього антикрила. Дебют відбувся у жовтні 2023 року.

## GTA
G56 GTA є наступником G55 GTA. Він оснащений 3,7-літровим двигуном Ford V6 потужністю 270 к.с. Модернізована версія одержала індекс G56 GT Pro.

## G56 GTX
Поряд з Ginetta G56 GT4 EVO також дебютувала Ginetta G56 GTX. Це необмежена версія GT4 EVO з покращеною аеродинамікою та необмеженою версією двигуна, який використовується у версії GT4. Автомобіль дебютував у гоночній серії 24H під час 12 годин Кувейту 2023 року, здобувши перемогу в класі GTX. Він також братиме участь у європейській серії GT2 2024 як запрошення під час третього раунду на трасі Circuit de Spa-Francorchamps.

## G56 GTR
G56 GTR - Road Car на базі G56. Він оснащений 6,2-літровим двигуном V8 Ginetta потужністю 450 к.с. та трансмісією H-подібної форми.

## Двигуни
- 3.7 l Ford V6 (GTA)
- 6.2 l Ginetta V8 (GT4)